# 1 eurocent
 Der er for få eller ingen kildehenvisninger i denne artikel, hvilket er et problem. Du kan hjælpe ved at angive troværdige kilder til de påstande, som fremføres i artiklen.

1¢ eller 1 eurocent er den mindste euromønt i omløb og svarer til 0,01€ (euro). Som alle andre euromønter har den på den ene side et nationalt motiv og på den anden et fælles motiv. For øjeblikket (2009), præger 19 lande deres egne nationale sider bag på alle euromønter.
Mønten har en diameter på 16,25mm, er 1,67mm tyk og vejer 2,30 gram. Møntens kant er glat. Den består af kobberbelagt stål.
Ifølge en ny lov skal alle eurolandene skrive deres navn eller forkortelsen af deres navn på alle deres euromønters nationale side. Men landene bestemmer selv, hvornår de vil tilføje denne ændring. Finland var første land til at gøre dette med tilføjelsen af (FI). 

## Finland og Holland
I Finland og Holland bruges denne mønt kun sjældent, og man afrunder til de nærmeste 5 cent (sammenligneligt med dansk øreafrunding). Dog er de to lande bundet til at trykke 1 cent mønter, dette gøres derfor kun til samlesæt.